# Turkana Boy
Turkana Boy (KNM-WT 15000) is de naam van een fossiel skelet gevonden in Kenia, aan het Turkanameer, door Richard Leakey en zijn team.
Ze waren op zoek naar fossiele hominini. Dit onderzoeksteam vond een compleet skelet van ongeveer 1,6 miljoen jaar oud. De Turkana Boy, zoals het skelet al snel genoemd werd, had het gebit van een moderne 11- of 12-jarige. Omdat zijn ontwikkeling sneller ging dan bij moderne mensen was hij misschien slechts 9 jaar oud. Uit analyse van het skelet blijkt dat Homo erectus ongeveer 163 cm groot was (met een onzekerheidsmarge van 152 cm tot 179 cm). De Turkana Boy was bij overlijden zo goed als volgroeid.
In eerste instantie classificeerde Leakey de Turkana Boy als Homo erectus. Nu men een bijna compleet skelet had, ontdekte men iets opmerkelijks. De jongen kwam wel overeen met andere Afrikaanse "erectus"-fossielen, maar niet met de zware en robuuste erectus-fossielen uit Azië. Men zag dat de Afrikaanse erectus-fossielen behoorlijk afweken van hun Aziatische verwanten. Er werd dus besloten de Afrikanen in een aparte soort te plaatsen: Homo ergaster.